# Neferites I
Neferites I o Baenra Merynecheru Nayfaarudye (398-392 aC) fou el primer faraó de la dinastia XXIX d'Egipte, designada Mendesiana, per ésser Mendes el seu lloc de naixement i la ciutat escollida com a nova capital.

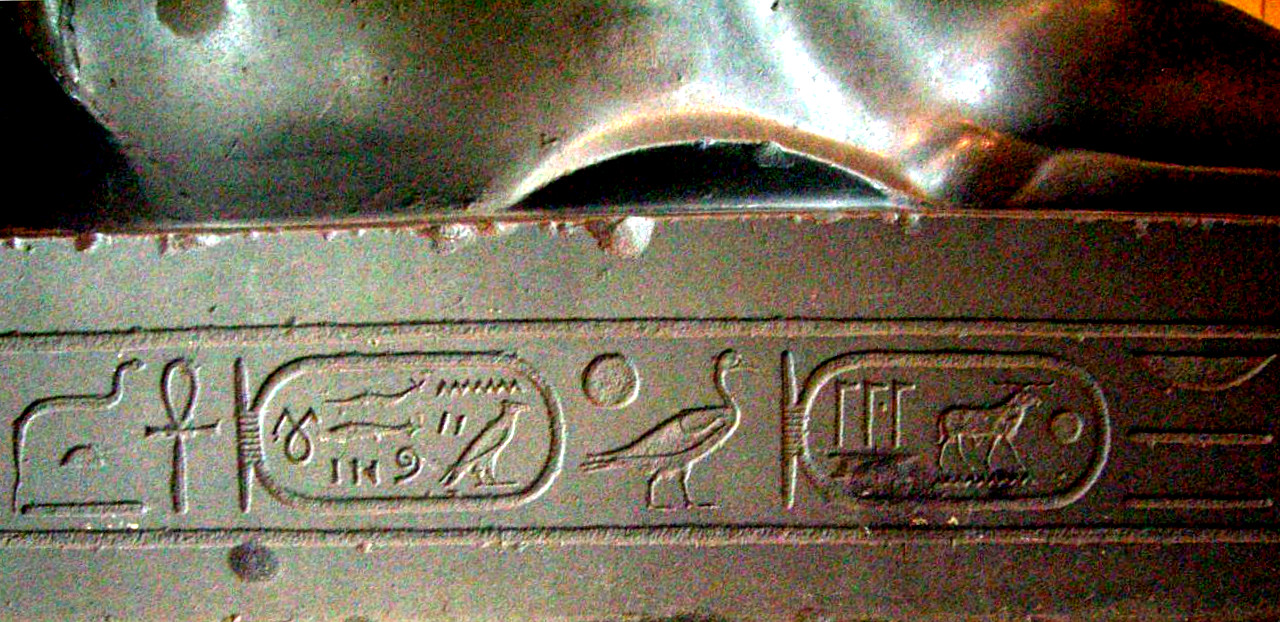
Cartutxos de Neferites I, a la base de la seva estàtua: Baenra Merynecheru Nayfaarudye.

Manethó, segons Sextus Julius Africanus i Eusebi de Cesarea, ho denomina Neferites, i comenta que va regnar sis anys. És citat a la Crònica Demòtica. En la seva època es realitzaren ampliacions als temples de Buto, Sais, Memfis, i Karnak. El seu sarcòfag va ser trobat el 1869, juntament amb objectes fúnebres, a Mendes.
Neferites va ser un faraó valorat perquè va aconseguir pacificar el país, que havia estat assetjat al començament del seu regnat. Va heretar del seu predecessor, Amirteu II, un tractat de coalició amb la ciutat grega d'Esparta, que havia envaït l'Àsia, i una guerra contra Pèrsia.
Aquesta coalició era avantatjosa per a Egipte, perquè va mantenir els perses enfeinats. A canvi, Egipte es va comprometre a enviar gra a Esparta i equipament per a cent vaixells de guerra. La flota que ho transportava es va aproximar a l'illa de Rodes sense saber que s'havien aliat amb Pèrsia, i el carregament va ser decomissat per l'enemic.
Malgrat el breu temps del seu regnat, va iniciar diversos projectes edificatoris, com ara un mur de tancament del temple d'Ammon a Karnak, acabat pels seus successors.
Neferites va morir el 392 aC i és enterrat a Mendes, la ciutat que ell havia escollit com a capital. Els arqueòlegs que van descobrir el seu sarcòfag el 1992, van observar que la sepultura havia estat destruïda quan els perses van reconquistar Egipte, el 342 aC.
A Neferites el succeí Mutis durant un any, el següent regnat va ser de Psamutis (també d'un any) qui finalment va ser expulsat del tron, triomfant Acoris.